# Saint-Louis (jezioro)
Saint-Louis (fr. Lac Saint-Louis) – jezioro na południu kanadyjskiej prowincji Quebec. Położone jest na południowy zachód od wyspy Île de Montréal w archipelagu Archipel d’Hochelaga i stanowi część delty Ottawy, przez którą jej wody uchodzą do Rzeki Świętego Wawrzyńca.
Granice jeziora na północy i wschodzie wyznaczają brzegi wyspy Île de Montréal, natomiast na zachodzie brzegi wyspy Perrot. Nad południowym brzegiem jeziora leży miasto Beauharnois. Dwie wąskie odnogi Ottawy wokół wyspy Perrot łączą Saint-Louis z leżącym na północny zachód od niego jeziorem Lac des Deux Montagnes; niewielka różnica poziomu wody między jeziorami nie jest problemem ze względu na istnienie między nimi śluzy.
Jezioro jest popularne wśród żeglarzy. Na północnym wybrzeżu znajduje się wiele klubów jachtowych. W samym jeziorze, które stanowi część Drogi Wodnej Świętego Wawrzyńca, leżą wyspy Dorval, Dowker i wiele mniejszych.